# Lorena (football)
Pour les articles homonymes, voir Lorena.
Lorena da Silva Leite, plus connue sous le diminutif de Lorena, née le 6 mai 1997 à Ituverava, est une footballeuse internationale brésilienne, qui joue au poste de gardienne de but au Current de Kansas City.

## Biographie

### En club
Lorena commence à jouer au football au Bangu Atlético Clube en 2011, avant de rejoindre le Centro Olímpico un an plus tard. Elle poursuit sa formation au Centro Olímpico jusqu'en 2016.
Elle fait ses débuts professionnels avec le Sport Recife en 2017. Après 27 rencontres avec le club, elle rejoint le Grêmio en 2019.

### En sélection
Avec l'équipe du Brésil des moins de 20 ans, Lorena est réserviste lors de la Coupe du monde des moins de 20 ans 2016.
Lorena est convoquée pour la première fois en sélection en août 2021. Elle honore sa première sélection en équipe du Brésil le 29 novembre 2021 lors du Tournoi international de football féminin face au Venezuela.
Elle est élue meilleure gardienne de but de la Copa América 2022.
En mars 2023, Lorena se blesse au ligament croisé antérieur du genou gauche, ce qui lui fait manquer la Coupe du monde 2023,.
Lorena participe aux Jeux olympiques de 2024, où ses compatriotes et elle remportent la médaille d'argent.

## Palmarès

### En club
- Grêmio
  - Vainqueuse du Championnat du Rio Grande do Sul en 2022

### En sélection
- Équipe du Brésil
  - Vainqueuse de la Copa América en 2022
  - Médaille d'argent des Jeux olympiques en 2024